# 吕西安·德马内
吕西安·德马内（法語：Lucien Démanet，1874年12月6日—1979年3月16日），法国男子竞技体操运动员。他曾获得1920年夏季奥运会男子团体全能铜牌和1900年夏季奥运会男子个人全能铜牌。